# IC 880
IC 880 ist ein nichtexistierendes Objekt im Sternbild Jungfrau auf der Ekliptik, welches der US-amerikanische Astronom Lewis A. Swift am 28. April 1891 fälschlich als IC-Objekt beschrieb.